# Гюмюш, Эсра
Эсра Гюмюш (тур. Esra Gümüş; род. 2 октября 1982, Анкара) — бывшая турецкая волейболистка, участница Олимпийских игр 2012 года, выступавшая на позиции доигровщика за сборную Турции, и в течение 11 сезонов за «Эджзаджибаши».

## Спортивная карьера
Карьеру волейболистки Эсра Гюмюш начинала в 1995 году в клубе «Вакыфбанк», в то время базировавшемся в Анкаре. В 1997 году она выиграла в составе команды свой первый титул чемпиона Турции, повторив это достижение спустя год. В 1998 году Гюмюш была приглашена в национальную сборную. С 2000 по 2004 год она выступала за клуб «Ешилюрт» из Стамбула. В тот же период, в 2003 году, сборная Турция с ней сенсационно выигрывает серебряные медали на домашнем чемпионате Европы.
В 2004 году Эсра Гюмюш перешла в стамбульский «Эджзаджибаши», с которым четырежды становилась чемпионом Турции, по два раза обладателем Кубка и Суперкубка Турции, победителем Лиги чемпионов 2014/15 и чемпионата мира среди клубов 2015. С национальной сборной она в 2009 году завоевала серебро на Средиземноморских играх и в Евролиге, а спустя год — бронзу этого турнира. В 2011 и 2012 годах Гюмюш в составе Турции занимала третье место на чемпионате Европы 2011 и Мировом Гран-при 2012. В 2013 году она завоевала серебряную медаль на XVII Средиземноморских играх, после чего заявила о своём уходе из сборной.
После одиннадцати сезонов за «Эджзаджибаши» Эсра Гюмюш в сезоне 2015/16 выступала за «Нилюфер» из Бурсы, а в следующем сезоне — за «Сарыер». По окончании последнего она объявила о завершении своей карьеры.

## Достижения

### Клубные
- Чемпионат Турции: 1996/97, 1999/98, 2005/06, 2006/07, 2007/08, 2011/12
- Кубок Турции: 2010/11, 2011/12
- Суперкубок Турции: 2011, 2012
- Чемпионат мира среди клубов: 2015
- Лига Чемпионов ЕКВ: 2014/15

### В сборной
- Средиземноморские игры 2009
- Евролига 2009
- Евролига 2010
- Средиземноморские игры 2013

### Индивидуальные награды
- 2012 — чемпионат Турции: самый ценный игрок
- 2012 — чемпионат Турции: лучшая на приёме